# Perales (Los Santos)
Perales é um corregimento no distrito de Guararé, província de Los Santos, Panamá, com uma população de 421 a partir de 2010. Foi criado pela Lei 58 de 29 de julho de 1998, em virtude da declaração de inconstitucionalidade da Lei 1 de 1982. Sua população a partir de 2000 era 416.